# Beaver River n.º 622
Beaver River n.º 622 es un municipio rural canadiense situado en la provincia de Saskatchewan.

## Superficie
Beaver River n.º 622 tiene una superficie de 2356,32 km².

## Demografía
En 2021, tenía 1277 habitantes, una densidad poblacional de 0,5 hab./km², y 894 viviendas.